# Кодальос, Фелипе
Фелипе Кодальос Нуньес (исп. Felipe Codallos Núñez) — центральноамериканский военный и политический деятель первой половины XIX века.
Когда в 1822 году произошла аннексия Центральной Америки Мексикой, то провинция Сан-Сальвадор объявила аннексию нелегитимной. Висенте Филисола в феврале 1823 года смог присоединить провинцию Сан-Сальвадор к Мексиканской империи, но уже в марте империя пала. В начале мая 1823 года Филисола покинул Сальвадор, оставив Кодальоса вместо себя во главе провинции, но уже в конце мая тот был свергнут, а его 500 мексиканских и гватемальских солдат были вынуждены покинуть Сан-Сальвадор, власть в котором перешла к Консультативной хунте.